# Bristol City Football Club
O Bristol City Football Club é um dos dois clubes de futebol de Bristol, Inglaterra (o outro é o Bristol Rovers) que joga na Segunda Divisão da Inglaterra, a EFL Championship. 
Seu estádio é o Ashton Gate, localizado no sudoeste da cidade, próximo à Clifton Suspension Brigde.
Bristol City chegou até a final da F.A. Cup de 1909 onde perdeu para o Manchester United, venceram a Welsh Cup na temporada 1933-34. Em 1906-07 terminaram como segundo lugar da liga, melhor colocação da história.
De 2005 até 2010, Gary Johnson comandou a equipe e venceu a EFL League One 2006-07, treinando seu filho, Lee Johnson, que por sua vez foi o treinador do Bristol City de 2016 até 2019.
Por mais que seja uma equipe inglesa, o Bristol City já venceu um título galês e um na Escócia.
No dia 20/12/2017, o clube esteve nos holofotes dos noticiários esportivos, após eliminar o Manchester United nas quartas de final da Carabao Cup, vencendo por 2x1 com gol de Korey Smith aos 93 minutos de jogo.

## Títulos
Premier League
Vice: 1906-07
FA Cup
Vice : 1908-09
EFL Championship: 1
1905 -06
EFL League One: 4
1922-23, 1926-27, 1954-55, 2014-15
EFL Trophy : 3
1985-86, 2002-03, 2014-15
Welsh Cup: 1
1933-34
Anglo-Scottish Cup: 1
1977-78